# Kallern
Kallern (toponimo tedesco) è un comune svizzero di 364 abitanti del Canton Argovia, nel distretto di Muri.

## Monumenti e luoghi d'interesse
- Cappella cattolica di Oberniesenberg, eretta nel 1962[1].

## Società

### Evoluzione demografica
L'evoluzione demografica è riportata nella seguente tabella:
Abitanti censiti

## Geografia antropica

### Frazioni
- Bugler
- Hinterbüel
- Hinterniesenberg
- Kallern
- Oberniesenberg
- Unterniesenberg

## Amministrazione
Ogni famiglia originaria del luogo fa parte del cosiddetto comune patriziale e ha la responsabilità della manutenzione di ogni bene ricadente all'interno dei confini del comune.